# 룡주역
룡주역(龍州驛)은 평안북도 룡천군에 있는 평의선의 철도역이다.